# Aporophyla cinerea
Aporophyla cinerea är en fjärilsart som beskrevs av Otto Staudinger 1901. Aporophyla cinerea ingår i släktet Aporophyla och familjen nattflyn. Inga underarter finns listade i Catalogue of Life.